# Konwencja językowa
Konwencja językowa - ogólnie przyjęte w środowisku normy używania języka, dostosowane do odbiorcy. Składa się na nią używanie frazeologizmów, metafor i innych środków wyrazu używanych niedosłownie, a także wyrażenia ironiczne

## Konwencja językowa a stosunki międzyludzkie
Związana z tradycyjną kulturą etykieta jako komunikacyjna gra opiera się, na podstawowej strategii odgrywania roli społecznej. Wśród podstawowych zasad konwencji można wymienić
- zasadę umniejszania własnej wartości
- zasadę pomniejszania własnych zasług
- zasadę bagatelizowania winy partnera
- zasadę wyolbrzymiania własnej winy[3]

W kulturze azjatyckiej, szczególnie Azji Wschodniej, powyższe zasady są generalnie pożądane w społeczeństwie, a ich przestrzeganie uznawane jest za zaletę człowieka